# Bordier & Cie
Pour les articles homonymes, voir Bordier.
Bordier & Cie est une banque privée suisse, fondée en 1844 à Genève, active dans la gestion de patrimoine pour clientèle privée. Membre de l'association des banquiers privés suisses, elle est l'une des dernières en Suisse à conserver le statut de banquier privé, avec trois associés indéfiniment responsables sur leurs biens personnels vis-à-vis des engagements pris par la banque. L'établissement possède une licence bancaire en Suisse, à Singapour et aux îles Turques-et-Caïques, et dispose également de succursales au Royaume-Uni, en France, et en Uruguay.

## Histoire
La famille Bordier arrive à Genève en 1554 lorsque Guillaume Bordier, protestant français, fuit les persécutions religieuses dans la région d'Orléans et vient s'installer en Suisse. Ses descendants s'illustrent initialement dans le commerce de draperies, puis dans les domaines de l'orfèvrerie et de la joaillerie, ainsi que dans les fonctions ecclésiastiques.

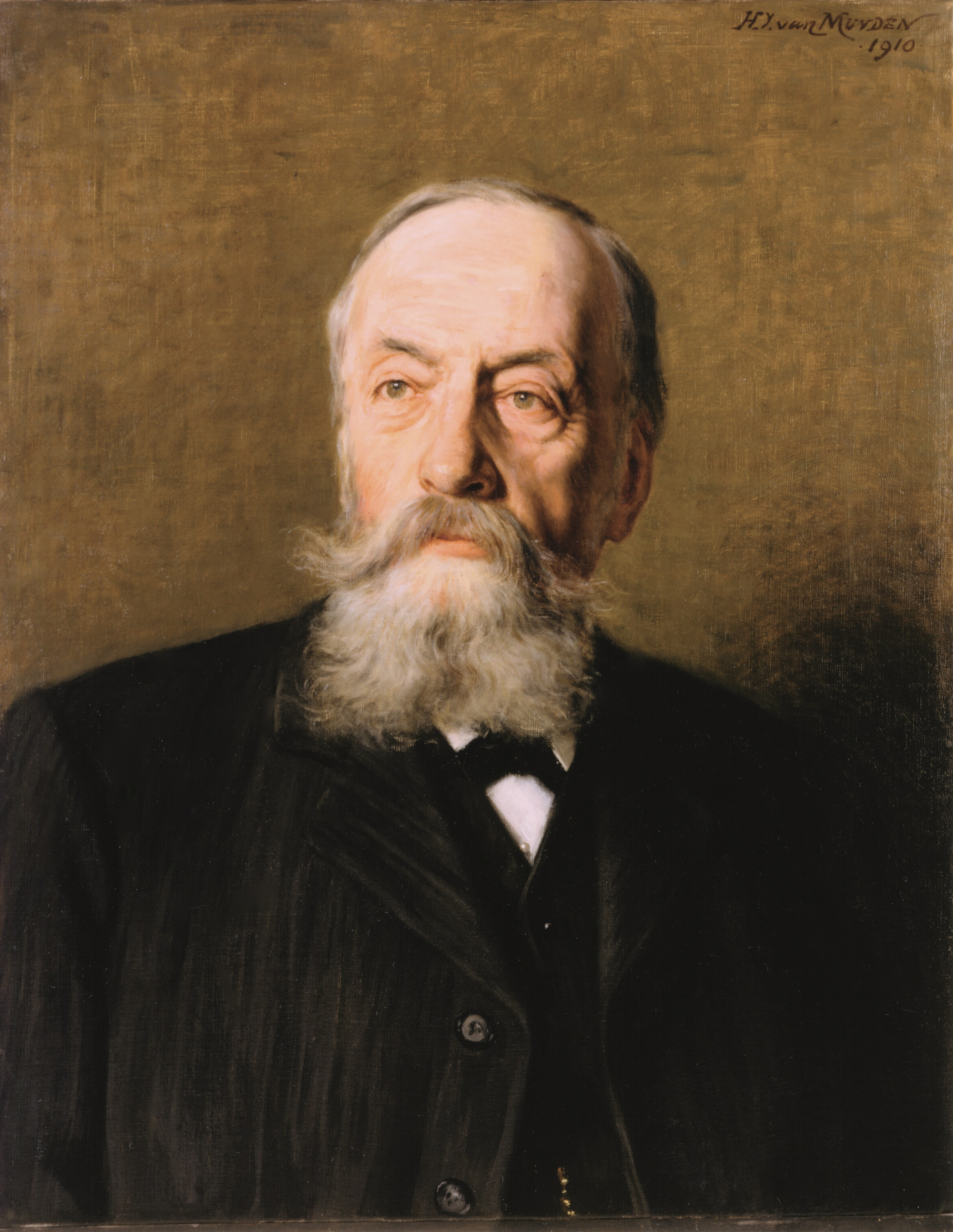
Ami Bordier

La banque Bordier trouve son origine en 1844, date à laquelle Jacques Reverdin (1812-1895), jusqu'alors employé à la banque Pictet, décide de créer sa propre structure pour exercer le métier de banquier à Genève. En 1871, Ami Bordier (1841-1920), qui épouse la fille de Jacques Reverdin la même année, entre chez Reverdin & Cie en tant qu'agent de change. Au décès de son beau-père en 1895, la direction de la banque lui revient et l'établissement, qui compte alors 13 collaborateurs, est renommé Bordier & Cie.
Ami Bordier est rejoint par ses deux fils, Pierre et Édouard, qui deviennent respectivement associés de la banque en 1897 et 1904. L'établissement déménage en 1906 au numéro 16 de la rue de Hollande, à Genève, dans un bâtiment qui reste le siège de la banque depuis cette date,. En 1917, Ami Bordier prend sa retraite en laissant ses fils seuls à la direction de la société.
Les fils de Pierre et Édouard rejoignent à leur tour l'établissement dans les années 1930, marquant l'arrivée de la troisième génération au sein de la banque familiale. Guillaume et Jacques Bordier, fils de Pierre, deviennent associés en 1936, puis sont rejoints en 1938 par Raymond (troisième fils de Pierre) et Edmond Bordier (seul fils d'Édouard),. Lorsque Pierre Bordier prend sa retraite en 1956, la banque compte alors 32 collaborateurs.
En 1966, deux membres de la quatrième génération deviennent à leur tour associés : Philippe Bordier (fils aîné de Jacques) et André Bordier (fils de Guillaume). En 1974, les deux hommes se retrouvent seuls à la tête de la banque familiale. Ensemble, ils s'illustrent notamment dans son informatisation, qui démarre en 1975 avec l'introduction d'un premier système IBM, puis l'adoption à la fin des années 1980 du logiciel Olympic, développé par Eri SA, qui permet au personnel de gérer en direct l'ensemble des opérations sur les comptes de la clientèle.
En 1992, Pierre Poncet devient à son tour associé, marquant pour la première fois l'arrivée à cette fonction d'une personne extérieure à la famille Bordier. Il est rejoint en 1994 par Gaétan Bordier, qui marque quant à lui l'arrivée de la cinquième génération familiale au sein de la direction. Grégoire Bordier, également issu de la cinquième génération, devient associé en 1997 et occupe la fonction d'associé senior indéfiniment responsable depuis cette date,. Son frère Evrard Bordier devient également associé indéfiniment responsable en 2011, puis est rejoint à la même fonction par Michel Juvet en 2012 en remplacement de Pierre Poncet, devenu associé commanditaire. Ce dernier sera rejoint par Patrice Lagnaux en 2017, puis Alessandro Caldana en 2018. En 2020, Christian Skaanild est à son tour nommé associé indéfiniment responsable alors que Michel Juvet quitte le collège des associés pour devenir à son tour associé commanditaire,.
En 2020, la banque Bordier change de statut juridique et devient une société en commandite par actions, abandonnant son ancien statut de société en commandite simple pour des raisons de flexibilité comptable principalement. Les trois principaux associés de l'établissement restent indéfiniment responsables sur leurs biens personnels vis-à-vis des engagements pris par la banque,. L'établissement conserve ainsi le statut de « banquier privé », ce qui en fait l'unique établissement de Suisse romande ayant conservé ce statut historique, et l'un des derniers membres de l'association des banquiers privés suisses avec quatre autres banques de Suisse alémanique,. 

## Activités
Au 30 juin 2024, la banque Bordier gérait 18.2 milliards de francs suisses pour le compte de sa clientèle.

### Gestion de patrimoine
Les activités de la banque Bordier se concentrent historiquement sur la gestion privée, incluant le conseil en gestion de patrimoine (financier et immobilier), le conseil en fiscalité, le conseil juridique, le conseil sur-mesure en investissement ou encore le conseil en matière successorale, en plus des services bancaires classiques,.
Ces prestations sont proposées à des clients suisses comme à des clients étrangers. 

### Gestion d'actifs
La banque Bordier permet à ses clients d'investir dans des fonds d'investissement gérés par ses propres équipes. La banque Bordier inclut donc une branche de gestion d'actifs. La gamme de la banque Bordier se compose notamment de plusieurs fonds de type SICAV (OPCVM), investis en obligations et en actions européennes, internationales ou suisses.
En 2016, la banque crée en Suisse une société-sœur dédiée à l'investissement non-traditionnel, en particulier dans les domaines du capital-investissement, fonds de placement et des produits structurés complexes, Bordier FinLab SA a notamment pour objectif d'investir dans des fonds en phase de lancement (capital d'amorçage - seed money) ou de capital acceleration. Dans le cadre de ses activités, Bordier Finlab s’associe à un cercle de partenaires institutionnels établis, constitué d’un nombre limité de banques, family offices et gérants indépendants. Bordier FinLab SA assure également une veille technologique des avancées touchant l’industrie bancaire (Fintech, Blockchain,…) et pourrait servir, le cas échéant, d’incubateur pour le groupe Bordier.

## Filiales et partenariats
En 1986, la banque crée sa première filiale bancaire: Bordier International Bank & Trust (BiBT), banque domiciliée aux îles Turques-et-Caïques. La direction en est assurée à partir de l'année 2000 par Evrard Bordier, représentant de la cinquième génération familiale.
À la fin des années 1990, la banque Bordier commence à se développer dans d'autres villes de Suisse avec l'ouverture d'une première succursale à Zurich en 1997. Deux autres bureaux ouvrent ensuite dans le pays à Berne en 1999, puis à Nyon en 2005.
L'établissement poursuit son expansion internationale en 2001 en se tournant vers le Royaume-Uni, où la banque Bordier prend une participation de 45% au sein de la société Berry Asset Management, puis en devient actionnaire majoritaire en montant à hauteur de 90% du capital en 2007. La société change de dénomination en 2014 pour devenir Bordier & Cie (UK) Limited, devenant ainsi la société de gestion londonienne de la banque Bordier.
En 2006, la banque s'implante à Paris où elle crée une société de gestion, puis développe sa présence en France en 2017 avec l'ouverture de deux bureaux régionaux à Rennes et Brest.
En 2007, la banque ouvre une antenne à Montevideo en Uruguay. L'implantation uruguayenne de Bordier & Cie s'accompagne en 2018 du rachat du cabinet de conseil en investissements Helvetia Advisors, également situé à Montevideo.
En Asie, la banque ouvre une succursale à Singapour en 2011 puis établit un partenariat au Vietnam en 2018 avec la Military Commercial Joint Stock Bank, qui débouche en 2020 sur la création d'une coentreprise, MB Private, offrant des services de banque privée à une clientèle vietnamienne fortunée.